# Тихоокеанский морской ангел
Тихоокеанский морской ангел, или калифорнийская скватина (лат. Squatina californica) — вид рода плоскотелых акул одноимённого семейства отряда скватинообразных. Эти акулы встречаются в восточной части Тихого океана на глубине до 205 м. Максимальная зарегистрированная длина 152 см. У них уплощённые голова и тело, внешне они похожи на скатов, но в отличие от последних жабры скватин расположены по бокам туловища и рот находится в передней части рыла, а не на вентральной поверхности. Окраска серая или коричневая, по телу разбросаны многочисленные тёмные пятнышки. Эти акулы размножаются путём яйцеживорождения. Калифорнийские скватины охотятся из засады. Их рацион состоит в основном из небольших костистых рыб и кальмаров. Эти акулы в целом неопасны для человека, но, будучи потревоженными, могут нанести болезненные раны. Они представляли незначительный интерес для коммерческого рыбного промысла, однако из-за перелова их численность снизилась. В настоящее время промысел ведётся только в водах Мексики.

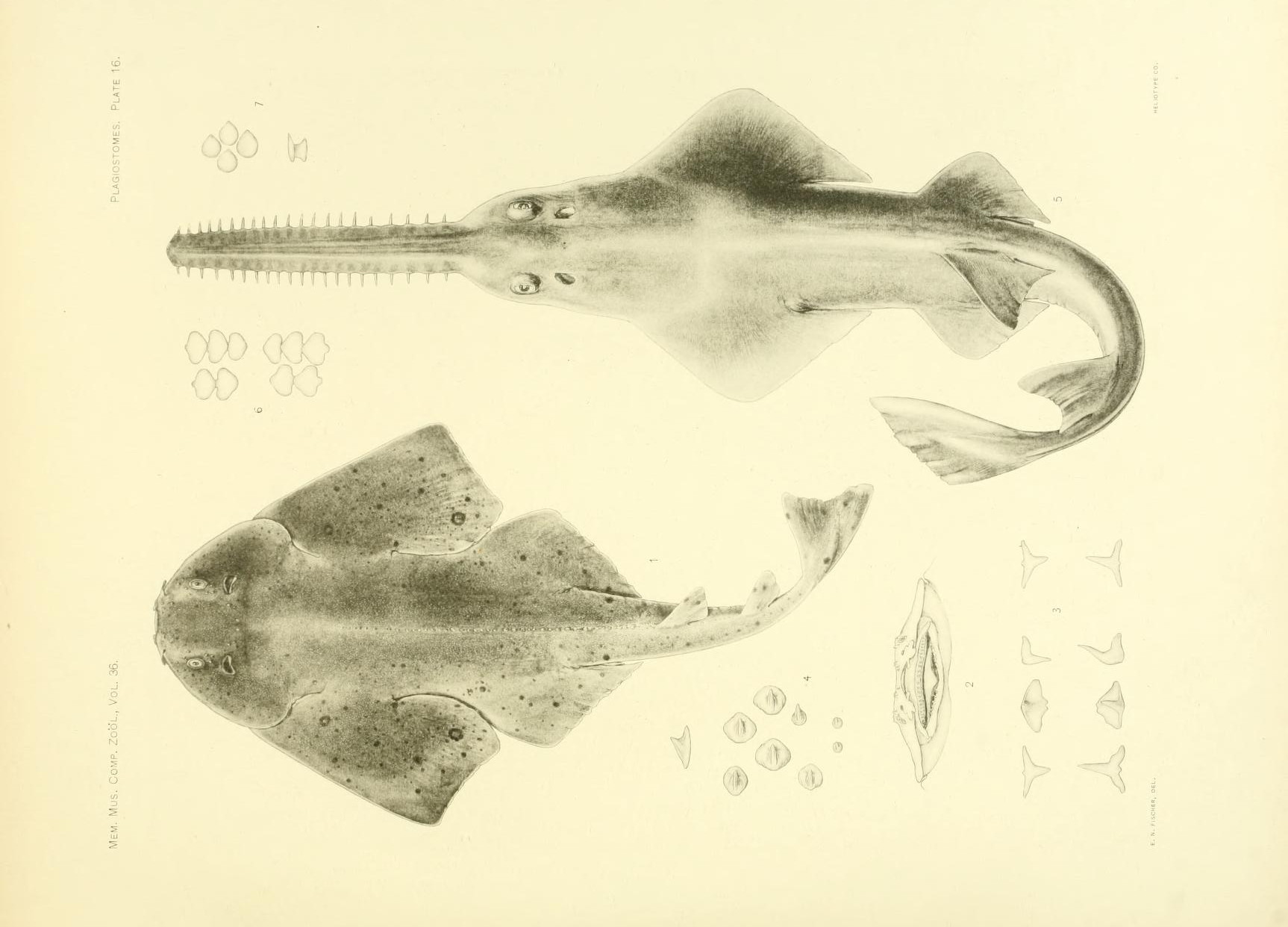
Одно из ранних изображений (1913) калифорнийской скватины (нижний рисунок)

## Таксономия и филогенез
Впервые вид был научно описан в 1859 году William Orville Ayres, первым куратором ихтиологии Калифорнийской Академии наук. Голотип утрачен. Видовое название californica относится на счёт места поимки первой описанной особи (Сан-Франциско).
В 1967 году перуанская скватина была признана синонимом калифорнийской скватины, однако позднее она снова была поднята до ранга самостоятельного вида. Таксономический статус скватин, обитающих в юго-восточной части Тихого океана в целом остаётся неясным. Акулы, населяющие Калифорнийский залив, могут относиться к разным видам, поскольку у них отличаются параметры достижения половой зрелости и размеры.
|  | Squatina dumeril     |
|  |                      |
|  | Squatina californica |
|  |                      |

|  | Squatina occulta    |
|  |                     |
|  | Squatina guggenheim |
|  |                     |

|  | Squatina dumeril     |
|  |                      |
|  | Squatina californica |
|  |                      |

|  | Squatina occulta    |
|  |                     |
|  | Squatina guggenheim |
|  |                     |

|  | Squatina dumeril     |
|  |                      |
|  | Squatina californica |
|  |                      |

|  | Squatina occulta    |
|  |                     |
|  | Squatina guggenheim |
|  |                     |

|  | Squatina dumeril     |
|  |                      |
|  | Squatina californica |
|  |                      |

|  | Squatina occulta    |
|  |                     |
|  | Squatina guggenheim |
|  |                     |

|  | Squatina dumeril     |
|  |                      |
|  | Squatina californica |
|  |                      |

|  | Squatina occulta    |
|  |                     |
|  | Squatina guggenheim |
|  |                     |

|  | Squatina dumeril     |
|  |                      |
|  | Squatina californica |
|  |                      |

|  | Squatina occulta    |
|  |                     |
|  | Squatina guggenheim |
|  |                     |

|  | Squatina dumeril     |
|  |                      |
|  | Squatina californica |
|  |                      |

|  | Squatina occulta    |
|  |                     |
|  | Squatina guggenheim |
|  |                     |

|  | Squatina dumeril     |
|  |                      |
|  | Squatina californica |
|  |                      |

|  | Squatina occulta    |
|  |                     |
|  | Squatina guggenheim |
|  |                     |

Филогенетические исследования на основании митохондриальной ДНК, опубликованные в 2010 году, показали, что американская скватина (Squatina dumeril), обитающая в северо-западной Атлантике, является близкородственным видом тихоокеанским скватинам. Исследователи обнаружили, что тихоокеанские скватины из Калифорнийского залива генетически отличаются от прочих скватин.

## Ареал
Калифорнийские скватины обитают в юго-восточной части Тихого океана, в прохладных и тёплых умеренных водах от Аляски до Калифорнийского залива, включая побережье полуострова Калифорния, прибрежные воды штата Калифорния. Кроме того, с некоторой осторожностью можно предположить, что эти акулы встречаются от Эквадора до южной оконечности Чили (необходимы дальнейшие таксономические исследования). Эти донные рыбы предпочитают держаться на мягком и ровном грунте близко к берегу, они заходят в бухты и эстуарии рек, также их можно повстречать у каменистых рифов, в подводных каньонах и зарослях водорослей. Иногда их наблюдают плавающими у дна на глубине от 15 до 31 м. В водах Калифорнии эти скватины чаще всего встречаются на глубине 3—45 м, хотя известно, что они могут опускаться до 205 м.

## Описание

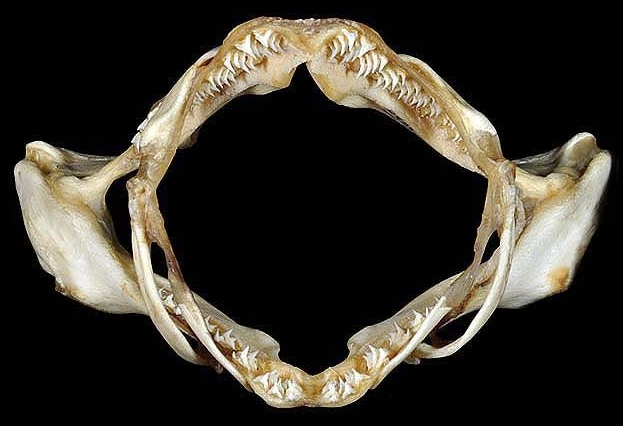
Челюсти калифорнийской скватины

У калифорнийских скватин характерное для скватинообразных уплощённое тело и крыловидные грудные плавники. В отличие от скатов, на которых скватины внешне похожи, пять пар жаберных щелей у них расположены по бокам головы, а не на вентральной поверхности, а передние выступающие концы грудных плавников не срастаются с головой. Глаза расположены на дорсальной поверхности головы. Позади глаз имеются брызгальца. По обе стороны голову обрамляют складки кожи, лишённые треугольных лопастей. Широкий рот расположен на кончике рыла. Надо ртом имеется пара конических усиков, оканчивающихся ложковидными выступами. Расстояние от глаза до брызгальца менее чем в 1,5 раза превышает диаметр глаза. Основание первого спинного плавника расположено перед свободным кончиком брюшных плавников. На рыле и над глазами имеются крупные шипы. На верхней и нижней челюсти имеются по 9 и 10 зубных рядов с каждой стороны от симфиза, лишённого зубов, соответственно. Основания зубов широкие, каждый зуб оканчивается узким остриём с гладкими краями.
Грудные и брюшные плавники широкие и угловатые. Два спинных плавника сдвинуты назад, анальный плавник отсутствует. Нижняя лопасть хвостового плавника крупнее верхней. Вдоль позвоночника по туловищу и хвосту тянется ряд небольших шипов. Кроме того, шипы имеются на рыле и над глазами. С возрастом шипы уменьшаются и в конце концов исчезают. Окраска серая, коричневая или красно-коричневая, по телу разбросаны многочисленные тёмные пятна. У взрослых акул крупные отметины окружены крошечными точками, а у молодых — парой «глазков». Вентральная поверхность белая, белая окраска распространяется на края грудных и брюшных плавников.
Максимальная зарегистрированная длина 150 см, а вес 27 кг.

## Биология
Днём калифорнийские скватины почти никогда не встречаются на открытом пространстве. Чаще всего они неподвижно лежат на дне, покрытые тонким слоем осадков, маскирующих очертание их тела. Ночью некоторые особи продолжают оставаться без движения, выжидая жертву в засаде, а другие активно плавают. На калифорнийских скватин в свою очередь охотятся крупные акулы, включая белую акулу и плоскоголовую семижаберную акулу, а также северные морские слоны. На коже калифорнийских скватин паразитируют веслоногие рачки Trebius latifurcatus, в желчном пузыре — слизистые споровики Chloromyxum levigatum, а в спиральном кишечном клапане — ленточные черви Paraberrapex manifestus.

### Кормление
Ведущие малоподвижный образ жизни калифорнийские скватины выслеживают добычу из засады. Их рацион состоит в основном из костистых рыб, таких как кабрильи, горбыли, камбалы, помацентровые, скумбрии и сардины. Зимой и ранней весной наступает сезон размножения у кальмаров, они собираются в большом количестве и становятся основным источником пищи скватин. В южной части Калифорнийского залива главной добычей (перечислено в убывающем порядке) служат сигарная ставрида Decapterus macrosoma, рыба-мичман  Porichthys analis, ящероголов Эверманна Synodus evermanni, мириприст  Myripristis leiognathus и креветка Sicyonia penicillata. У острова Санта-Каталина калифорнийские скватины питаются в основном хромисами Chromis punctipinnis и кинфишами Seriphus politus. Рацион взрослых и молодых акул примерно одинаков.

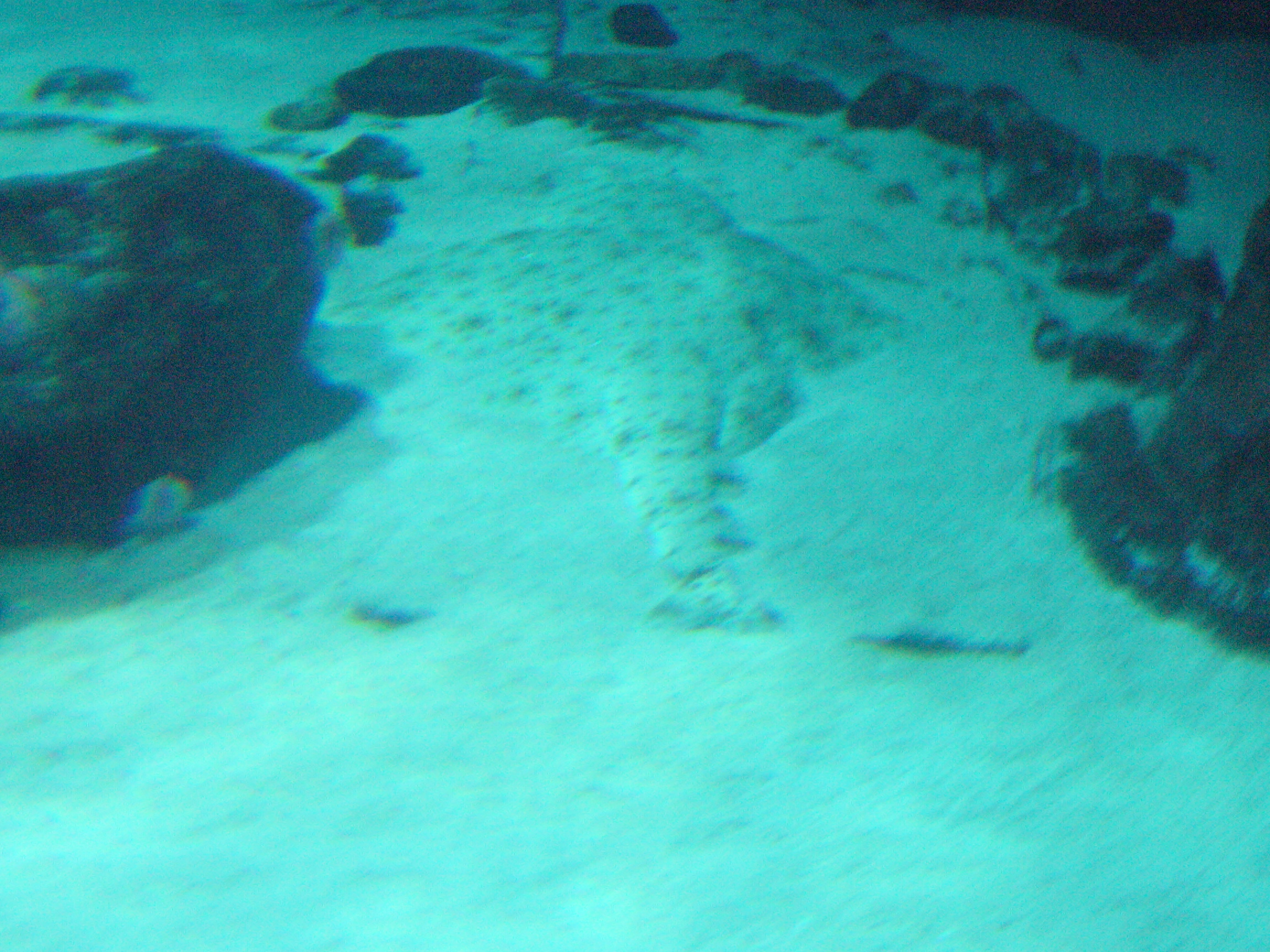
Калифорнийская скватина, расположившаяся головой вверх и занесённая осадками, почти не заметна на фоне дна.

У калифорнийских скватин ограничен индивидуальный участок обитания, на котором они предпочитают выжидать в засаде добычу. Они предпочитают залегать на местах перехода песка в каменистое дно вблизи рифов, которые многие рыбы используют в качестве укрытия. При этом они обычно располагаются поблизости от каких-нибудь вертикальных объектов, рылом к подъёму дна. Такая позиция помогает им замаскироваться под слоем падающих осадков и нацелиться на силуэт добычи против солнечного света, кроме того, в таких местах больше рыб, которые плывут вниз по течению от рифа.
Разместившись в удачном месте, калифорнийская скватина может не покидать его до 10 дней и возвращаться на исходную позицию после каждого броска. Поскольку со временем рыбы начинают избегать опасной территории, периодически ночью акулы переплывают в другое место, удалённое на несколько километров. В ходе одного исследования, проведённого у берегов острова Санта-Каталина, было обнаружено, что за 13—25 часов 9 калифорнийских скватин совместно использовали площадь всего 1,5 км². За 3 месяца площадь «освоенной» территории увеличилась до 75 км, при этом акулы практически обогнули остров. Отдельные особи проплывали за ночь до 7,3 км.
Калифорнийские скватины охотятся, ориентируясь в первую очередь на зрение. Эксперименты в живой природе показали, что они атакуют приманку в виде рыбы, которая не испускает электричества и химических сигналов, не вибрирует и никак не ведёт себя. Ночью они опираются на биолюминесценцию планктонных динофлагеллятов и остракод, вызываемую движением рыб. Зрение калифорнийских скватин адаптировано к восприятию световой длины волны, испускаемой этими планктонными организмами, что подтверждает важность ночной охоты. Эти акулы предпочитают приближаться к жертве спереди. Обычно они ждут, когда добыча окажется на расстоянии около 15 см, на большем расстоянии броски теряют точность. Атаки калифорнийских скватин представляют собой стереотипное поведение. Акулы опираются грудными и брюшными плавниками на дно, выталкивая голову вверх под прямым углом. Рот открывается, образуя засасывающую воронку, а челюсти выдвигаются вперед, фиксируя добычу между острыми зубами. В ходе броска глаза закатываются, что обеспечивает им защиту. Продолжительность атаки может составлять менее десятой доли секунды.

### Жизненный цикл
Калифорнийские скватины размножаются яйцеживорождением, у них годичный цикл репродукции. У большинства самок имеется один функциональный яичник, расположенный справа, хотя бывают особи с двумя яичниками. Яйцевод зачастую заполнен желтком, который, предположительно, образуется из рассосавшихся неоплодотворённых яиц. Для эмбрионов длиной до 35 мм на ранней степени развития характерна прозрачная кожа, выступающие глаза и наружные жаберные тычинки. Когда эмбрион достигает длины 70 мм, у него на коже появляются пигментированные пятна, первый ряд зубов образуется при достижении 110 см. У эмбриона длиной 150 мм рот сдвигается на кончик рыла и полностью формируется окраска. Внешний желточный мешок начинает сокращаться, желток перемещается во внутренний желточный мешок, а затем усваивается сформировавшимся кишечником. Перед появлением на свет внутренний желточный мешок полностью опустевает; если детёныш рождается недоразвитым, он не питается, пока процесс развития не завершится.
В водах Санта Барбары роды происходят с марта по июнь, беременность длится 10 месяцев. Вскоре после родов самки снова готовы к спариванию. В помёте бывает от 1 до 11 новорожденных, в среднем 6. Связи между размером самки и численностью помёта не наблюдается. Новорождённые появляются на свет на глубине 55—90 м, что, вероятно, обеспечивает им защиту от хищников. Эмбрионы прибавляют в месяц по 45 мм, перед родами скорость роста замедляется до 10 мм в месяц, длина новорождённых около 25—26 см. В неволе они вырастают за год на 14 см. Скорость роста взрослых акул составляет 2 см ежегодно. Калифорнийские скватины достигают половой зрелости при длине 90—100 см, что соответствует возрасту 8—13 лет. Самцы и самки скватин, обитающих в Калифорнийском заливе, которые, вероятно, принадлежат к самостоятельному виду, и становятся половозрелыми при длине 78 и 85 см соответственно. До созревания доживают 20 % новорожденных. Максимальная продолжительность жизни оценивается в 25—35 лет. В отличие от других акул, ростовые кольца на позвонках калифорнийских скватин откладываются пропорционально размеру, а не ежегодно, что затрудняет определение их возраста.

## Взаимодействие с человеком
Калифорнийские скватины не пугливы, к ним можно подплыть на близкое расстояние. Будучи потревоженными или при поимке они способны наносить молниеносные укусы, чреватые серьёзными травмами. Вид представляет интерес для коммерческого рыбного промысла в водах Нижней Калифорнии. Мясо высоко ценится, оно поступает в продажу свежим или замороженным. Незначительное количество скватин рыбаки-любители бьют острогой, ловят на крючок или даже руками, особенно на юге Калифорнии. В качестве прилова эти акулы попадаются в ходе креветочного промысла. Добытых акул перерабатывают на рыбную муку. Способность этого вида противостоять целевому промыслу ограничена из-за медленного воспроизводства и территориальной привязки.
В 1976 году рыболовецкий коммерческий флот, добывавший с помощью жаберных сетей у берегов Санта Барбары калифорнийского паралихта, начал промысел калифорнийских скватин. Эти акулы стали цениться в качестве замены обыкновенных лисьих акул, добыча которых носит сезонный характер, а также благодаря развитию новых технологий переработки. Использовалось около 50 % туши, тогда как кожа, хрящи и отходы выбрасывали. Рост спроса обусловил применение жаберных сетей с ячеями среднего размера, специально приспособленными для ловли скватин. Добыча выросла со 148 кг в 1977 году (вес после обработки) до 117 000 кг в 1983 году и 277 000 кг в 1984 году. Пиковые уловы пришлись на 1985 и 1986 годы, когда ежегодно добывали по 550 000 кг. Тогда калифорнийская скватина стала самым промышляемым видом акул в водах Калифорнии. Перелов, несмотря на введённое в 1986 году ограничение на минимальный размер вылавливаемых рыб, привёл к падению улова, который в 1990 году составил 112 000 кг.
В 1991 году использование жаберных сетей по инициативе избирателей было запрещено. В зону моратория попала большая часть ареала калифорнийских акул и промысловое давление на вид снизилось. В результате улов упал до 10 000 кг в 1994, когда промысел акул и паралихтов в водах Калифорнии был полностью закрыт. Прекращение добычи привело к перемещению рыболовецкой индустрии в Мексику, где местные рыбаки, использующие жаберные сети, обеспечивают спрос на акул, существующий в Калифорнии. Международный союз охраны природы присвоил этому виду статус сохранности «Близкий к уязвимому положению»..